# Salzbrunnen am Rothenberg
Salzbrunnen am Rothenberg este o arie protejată (arie specială de conservare — SAC, sit de importanță comunitară — SCI) din Germania întinsă pe o suprafață de 0,48 ha, integral pe uscat.

## Localizare
Centrul sitului Salzbrunnen am Rothenberg este situat la coordonatele 52°14′02″N 7°16′08″E / 52.2339°N 7.2689°E.

## Înființare
Situl Salzbrunnen am Rothenberg a fost declarat sit de importanță comunitară în martie 2001 pentru a proteja un număr necunoscut de specii din flora spontană și fauna sălbatică aflate în arealul zonei. Situl a fost protejat și ca arie specială de conservare în februarie 2007.

## Biodiversitate
Situată în ecoregiunea atlantică, aria protejată conține 1 habitat natural: Pășuni continentale udate de apa mării.
La baza desemnării sitului se află un număr nedeclarat de specii protejate.
Pe lângă speciile protejate, pe teritoriul sitului au mai fost identificate 1 specie de plante.